# Allahmədətli
Allahmədətli è un comune dell'Azerbaigian situato nel distretto di İmişli. Conta una popolazione di 383 abitanti.